# 路易·奈爾
路易·奈尔（法語：Louis Néel，1904年11月22日—2000年11月17日），全名路易·欧仁·费利克斯·奈尔（Louis Eugène Félix Néel），法国物理学家，1970年获诺贝尔物理学奖。

## 參閱
- 奈尔溫度
- 反鐵磁性
- 亞鐵磁性